# Mayahuel

Mayahuel in una raffigurazione

Secondo la mitologia azteca, Mayahuel era la donna della quale si innamorò Ehecatl, il dio del vento. Lui fece dono dell'amore al genere umano, perché lei potesse poi ricambiarlo. Mayahuel andò sposa a Xochipilli o a Patecatl (a seconda delle versioni). È la madre dei Centzon Totochtin (i quattrocento conigli).
È rappresentata con molti seni per nutrire i suoi tanti figli e al centro di un fusto di agave, la pianta di cui è protettrice, insieme alla tipica bevanda mesoamericana ottenuta dalla sua fermentazione, l'octli (detta anche pulque).

## Miti

### Ehecatl s'innamora di Mayahuel
Il dio Ehecatl, innamoratosi di Mayahuel diede al genere umano il dono di amare affinché fosse ricambiato.

### L'origine del Maguey

#### Versione originale
Gli dèi mandarono Ehēcatl a cercare Tzitzimitl. Al posto di lei, Ehēcatl trovò Mayahuel, la bellissima nipote di Tzitzimitl. Ehēcatl se ne era innamorato e le chiese se potevano andare insieme sulla terra, almeno per un po'. Dopo un po' di esitazione lei acconsentì e Ehēcatl la portò sulla terra. Tzitzimitl, furiosa, chiamò a sé le Tzitzimime, sue compagne e insieme si misero a cercare Mayahuel. Ehēcatl e Mayahuel, preoccupati, si trasformarono in una pianta. Mayahuel era un ramo e Ehēcatl era l'altro. Ma Tzitzimitl trovò l'albero. Le Tzitzimime spaccarono il ramo di Mayahuel e la uccisero, mentre Ehēcatl rimase lì. Quando le Tzitzimime se ne furono andate, Ehēcatl tornò normale e si mise a cercare i resti del suo amore. Li trovò e li seppellì. Per azione degli Dèi i resti della povera Dèa divennero il primo Agave. Così Mayahuel divenne la Dèa dell'agave. Dall'agave si ricavarono fibre per i tessuti e la pulque.

##### Versioni alternative
Alcune versioni vogliono che, dopo l'omicidio di Mayahuel ad opera di Tzitzimitl, Ehēcatl rimase lì impietrito dalla paura o dal dolore e divenne lui il Primo agave.  Altre versioni ancora narrano di un matrimonio fra Ehēcatl e Mayahuel e/o che, dopo la morte di lei,Ehēcatl bevve la pulque e si ubriacò ma si sentì meglio. C'è un'ultima versione che narra che Ehēcatl uccise Tzitzimitl.

## Altri nomi
- Mayahual
- Mayouel
- Mayawel (trascrizione moderna)